# Pháo hoa

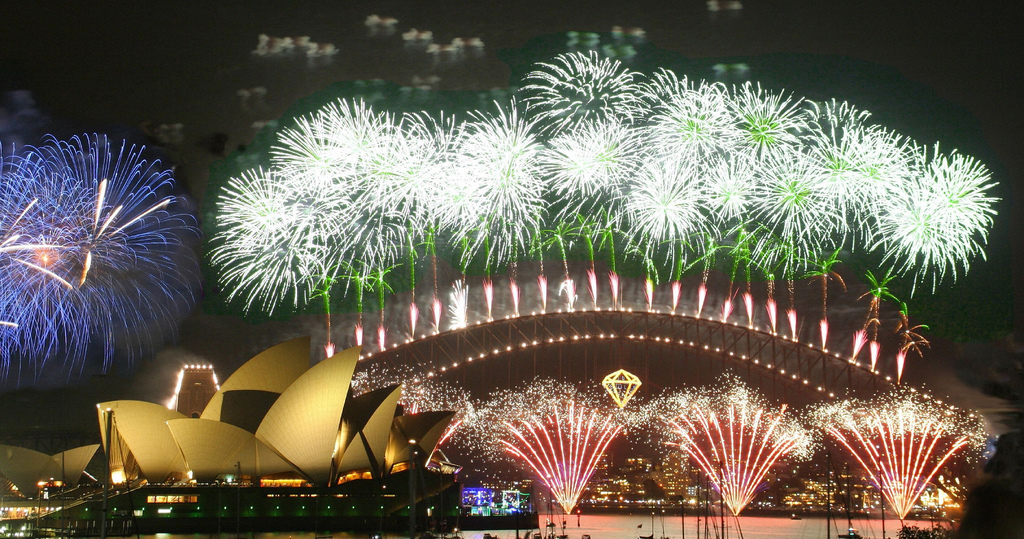
Pháo hoa mừng Năm mới tại Cầu Cảng Sydney, Úc

Pháo hoa hoặc Pháo bông là loại pháo sử dụng thuốc phóng, thuốc nổ và các phụ gia đặc biệt tạo nên quang cảnh hoành tráng, màu sắc của ánh sáng đa dạng, hình khối phong phú, sinh động nhằm quy tụ cộng đồng trong những sinh hoạt văn hóa có tính tập thể, như khai mạc bế mạc ngày lễ tết, giao thừa, lễ hội, chào mừng quốc khánh, đại hội thể thao các cấp. Pháo hoa có hai loại là pháo hoa hỏa thuật (không nổ) và pháo hoa nổ.
Là loại pháo lễ hội có lịch sử lâu đời, pháo hoa rất thịnh hành trong dân gian các nước phương Đông đặc biệt là Trung Hoa từ thời cổ đại. Tuy nhiên, hiện nay pháo hoa đã trở nên phổ biến toàn cầu và được sản xuất chủ yếu tại các nhà máy công nghiệp.
Pháo bông và pháo hoa chỉ khác nhau bởi cách đọc vùng miền còn về bản chất chúng là một. Có một số định nghĩa pháo bông là pháo nhỏ cầm tay còn pháo hoa là pháo bắn tại các ngày lễ là không đúng, vì bản chất của chúng là một.

## Lịch sử
Trước khi thuốc nổ đen (là hỗn hợp của kali nitrat hay diêm tiêu (KNO3), than củi và lưu huỳnh) được các đạo sĩ phát hiện tại Trung Quốc vào cuối đời Đường (khoảng thế kỷ 9), thì những loại pháo trúc sử dụng ống trúc bịt kín để đốt trong đám lửa cháy, gây tiếng nổ phá và bắn tung các tàn lửa đã được người Trung Hoa sử dụng từ rất lâu đời. Những quả "pháo hoa" đầu tiên, rất khác xa với pháo hoa được nhân loại hình dung hiện nay, rất có thể đã được sáng chế từ thế kỷ thứ 2 trước Công Nguyên tại Trung Quốc cổ đại, phục vụ những nghi thức trừ tà trong các lễ hội tôn giáo. Từ mục đích hoà bình, dần dần pháo chuyển sang phục vụ cho chiến tranh khi những quả pháo thăng thiên thô sơ thời Trung cổ, nhồi thuốc súng trong các đoạn ống tre và sử dụng ngòi nổ thủ công để kích nổ, được chế tạo mang theo chất dễ cháy nhằm đốt doanh trại đối phương. Quá trình cải tiến pháo dần dần theo thời gian với việc bổ sung thuốc súng cho phép pháo phá hủy mục tiêu quân sự. Thêm vào đó, với việc phát hiện ra các chất phụ gia khi kết hợp với thuốc súng sẽ cho màu sắc khác nhau, như mạt sắt hoặc đồng, kẽm, khi đốt tạo ra nhiều màu như da cam, vàng, trắng, pháo hoa còn được ứng dụng để làm các loại pháo hiệu.
Đến thế kỷ 18, các nhà hóa học trên thế giới đã tiến một bước dài hơn khi sử dụng các hợp chất mà họ phát hiện để đưa vào thuốc súng theo tỷ lệ chính xác nhằm kiểm soát sắc độ của ánh sáng khi đốt cháy nguyên liệu. Nhờ đó các loại pháo hoa với những sắc màu rực rỡ như đỏ, xanh lá cây, xanh nước biển, tím,... được sản xuất. Từ đó cho đến những năm 1980, màu sắc pháo hoa hầu như không thay đổi, ngoại trừ có vài cải tiến nhỏ về công thức điều chế.
Pháo hoa hiện nay đã được cải tiến nhiều so với những tiền bối của nó. Những cải tiến đó không chỉ nằm ở những hỗn hợp chất cháy tinh tế tạo ra những hiệu ứng hình ảnh, âm thanh đẹp hơn, rực rỡ hơn, mà còn cả ở cấu tạo, nguyên lý phát nổ, với sự tham gia của một số loại máy móc cho phép điều khiển, kích hoạt pháo chính xác, an toàn hơn.

## Đặc điểm

### Đặc điểm chung

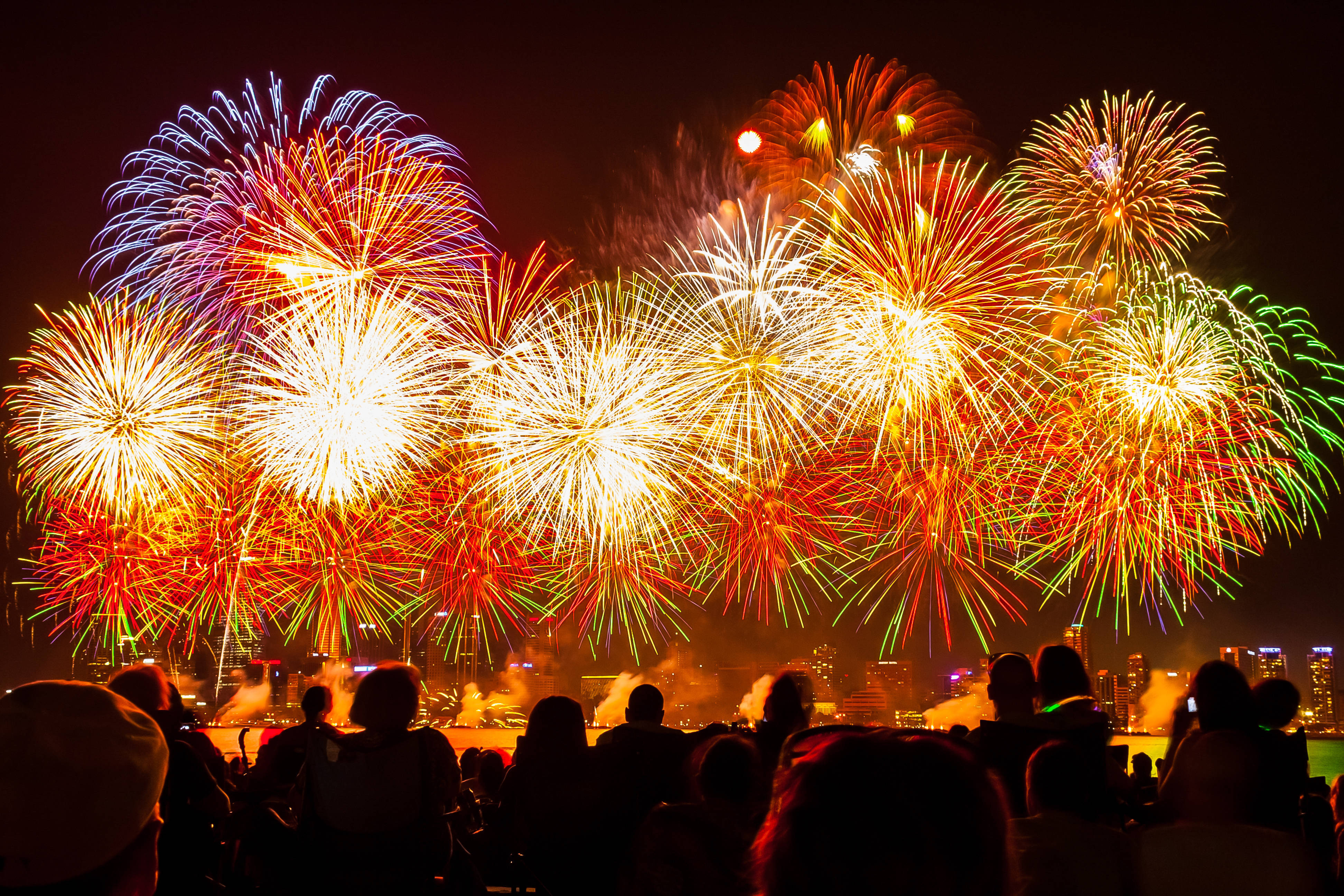
Pháo hoa vào ngày lễ Australia Day (26 tháng 1) tại Perth năm 2013

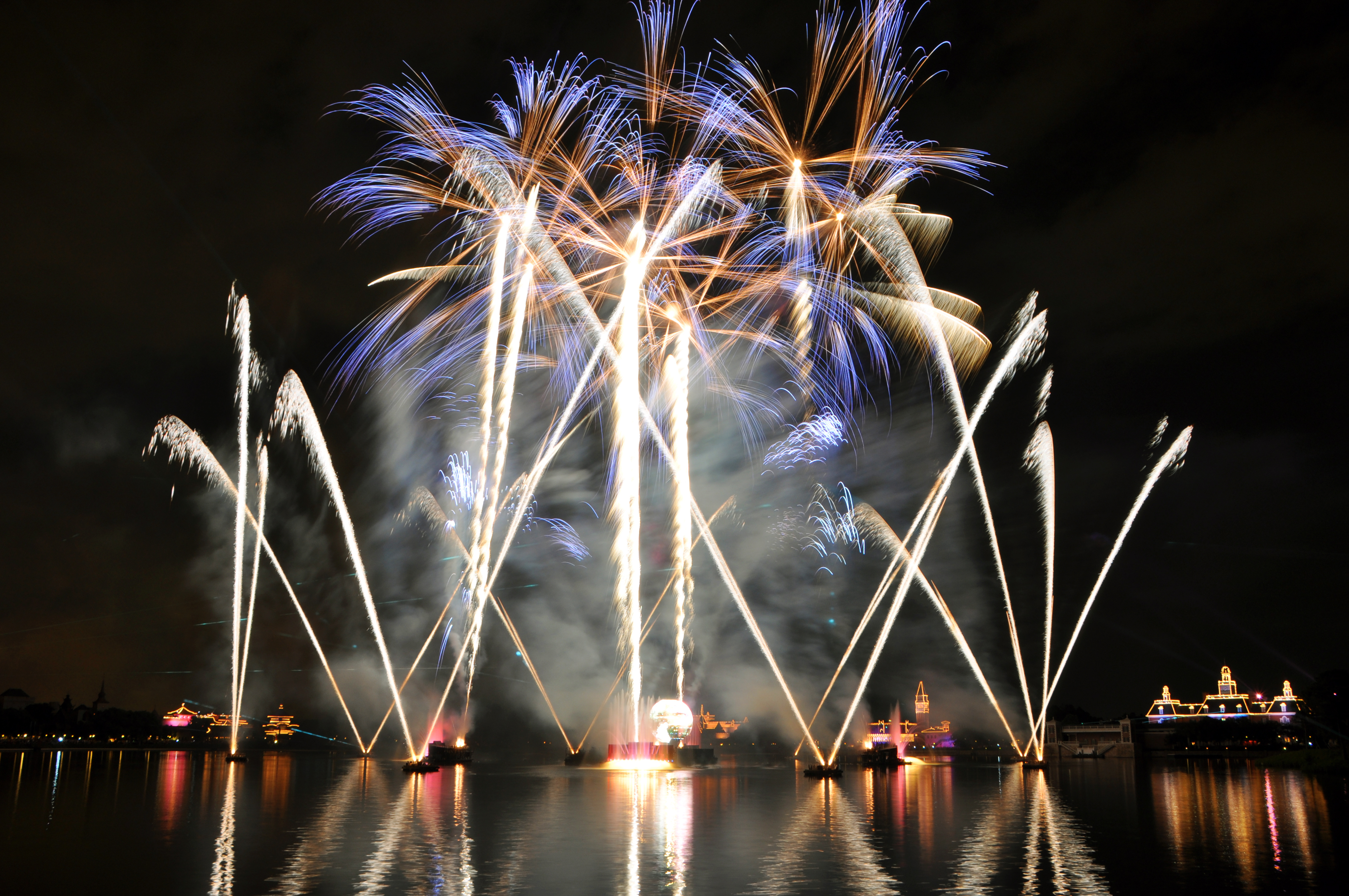
Trình diễn pháo hoa IllumiNations: Reflections of Earth tại công viên giải trí Walt Disney World, Florida, Hoa Kỳ.

Pháo hoa, bên cạnh những đặc điểm chung tương đồng với một số loại pháo lễ hội khác về hiệu ứng khi được kích hoạt (tiếng nổ, ánh lửa v.v.) lại bao hàm trong nó những đặc trưng khu biệt nhằm tạo nên quang cảnh hoành tráng và rực rỡ: pháo thường được phóng lên cao do đó phải sử dụng thuốc phóng và bộ phận (hoặc dụng cụ) phóng. Pháo được thiết kế để khi nổ tạo nên những hiệu ứng về hình khối (hình tròn, hình trái tim, hình sao chổi, hình núi lửa phun v.v.) và đặc biệt, pháo hoa sử dụng rất nhiều phụ gia khác nhau kết hợp với thuốc nổ để tạo màu cho ánh sáng (màu đỏ, màu vàng, màu xanh, màu tím v.v.).

### Cấu tạo
Cấu tạo pháo hoa thông thường luôn bao gồm hai thành phần chính:
1. Bộ phận phóng: có thể là bộ phận tách rời như nòng súng, nòng pháo, cũng có thể là một phần thân chứa thuốc phóng của chính quả pháo. Bộ phận phóng thực hiện chức năng phóng phần phát nổ của quả pháo hoa lên không trung.
2. Bộ phận phát nổ: bao gồm trong nó thuốc nổ, hạt hóa chất tạo màu, các quả pháo con v.v.

### Phụ gia tạo màu
Màu sắc sống động, rực rỡ mà pháo hoa tạo ra là kết quả của sự kết hợp giữa nhiều loại hoá chất với nhau. Một số hợp chất dùng để tạo màu pháo hoa như: muối của kim loại Stronti và lithi, ví dụ là stronti cacbonat (đỏ nhạt) và lithi cacbonat (đỏ), các muối của calci, ví dụ calci chloride hoặc calci sulfat dạng khan hoặc ngậm nước (cam). Để tạo màu vàng cho pháo hoa, người ta thường sử dụng các muối của natri mà điển hình là natri nitrat hoặc Cryôlit. Một số màu khác tạo bởi các hợp chất là bari chloride (xanh lá cây) và các muối đồng, đồng(I) chloride (xanh) và đốt cháy các mảnh kim loại hoặc bột nhôm hoặc titan (màu bạc). Pháo hoa màu tím thường được sản xuất bằng cách sử dụng hỗn hợp các hợp chất stronti (màu đỏ) và đồng (màu xanh).
Các hóa chất có ưu, nhược điểm nhất định trong việc tạo màu ánh sáng: khả năng tạo màu rất đẹp có thể lại không đi kèm với đặc tính bền vững, khiến màu sắc chỉ tồn tại rất ngắn trong ngọn lửa nóng, hoặc lóe sáng mạnh lấn át màu của pháo hoa, hoặc dễ phát nổ gây nguy hiểm. Sự điều chỉnh sắc độ màu, thời gian cháy, do đó, thường đòi hỏi nhiều nghiên cứu công phu thường được thực hiện tại các quốc gia có truyền thống chế tạo pháo hoa như Trung Quốc, Nhật Bản, Australia v.v...

## Nguyên lý kích hoạt

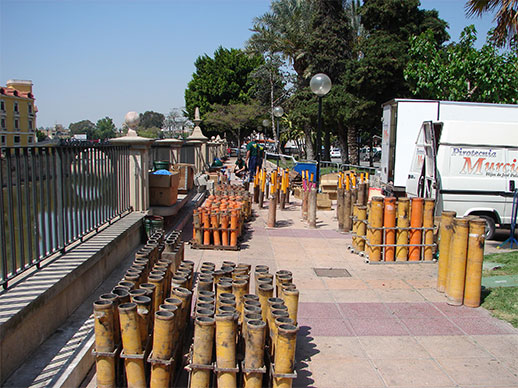
Các ống pháo hoa đang được chuẩn bị để phóng

Pháo hoa được kích hoạt bằng cách châm lửa vào ngòi pháo tuy hiện nay nhiều nơi đã sử dụng điện để kích hoạt pháo nổ. Tùy loại pháo hoa sẽ có những nguyên lý phát nổ riêng. Dưới đây là nguyên lý cơ bản của một loại pháo hoa chùm:
Kích hoạt pháo hoa bằng lửa châm vào ngòi, khi pháo bắn lên trời ngòi nổ tiếp tục kích nổ những ngôi sao nhỏ li ti, thực chất là phần đầu tiên của quả pháo. Sau khi được kích nổ, những ngôi sao nhỏ bắt đầu tách khỏi pháo hoa và bắn ra nhiều hướng khác nhau một cách đẹp mắt.
Quá trình thứ hai của pháo hoa vẫn tiếp tục vì ngòi nổ vẫn chưa tắt hoàn toàn. Ngòi sau đó tiếp tục kích nổ phần còn lại của pháo và tiếp tục tạo ra những chùm sao nhỏ li ti. Những chùm sao ở quá trình thứ hai tiếp tục bắn ra nhiều hướng khác nhau và các chùm sao sẽ nổ tung và tạo thành những hình ảnh nhiều màu sắc rực rỡ trên bầu trời.

## Sách
- 『Kỳ quan của pháo hoa』Kazuma Saeki,　SOFTBANK Creative Corp.、2011.7. ISBN978-4-7973-6450-7